# Fiat 50 HP
Fiat 50 HP a fost un automobil produs de compania Fiat între 1908 și 1910.
Automobilul era dotat cu un motor cu 4 cilindri, având o capacitate de 7430 cm³, care genera o putere de 50 CP la 1400 rpm. Viteza maximă era de 90 km/h.
Transmisia era echipată cu o cutie de viteze cu patru trepte, iar frânele erau montate pe arborele de transmisie. Roțile din spate dispuneau de o frână de parcare. Sistemul de iluminare al automobilului funcționa pe bază de magnetou.
Unul dintre exemplarele acestui model a fost condus de Guglielmo Marconi; cu acest automobil, fizicianul a suferit un accident în urma căruia și-a pierdut un ochi.